# Florian Schwarthoff

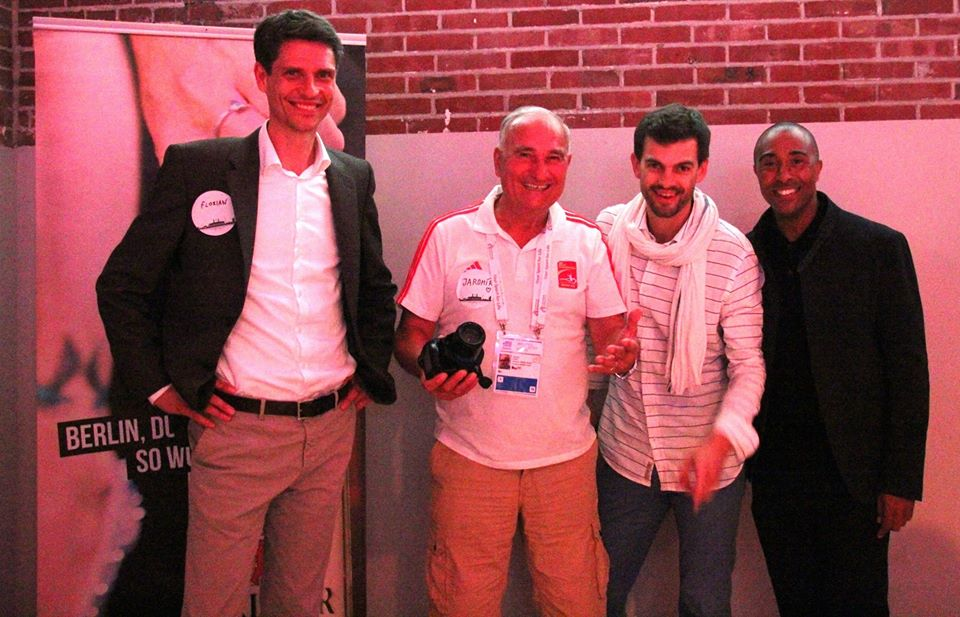
Florian Schwarthoff (links) 2016 bei der „Midnight Reception“ des Deutschen Leichtathletik-Verbands bei den Leichtathletik-Europameisterschaften 2016 in Amsterdam zusammen mit weiteren 110m-Hürdenläufern

Florian Schwarthoff (* 7. Mai 1968 in Dortmund) ist ein ehemaliger deutscher Hürdenläufer, der 1996 eine olympische Bronzemedaille im 110-Meter-Hürdenlauf gewann. Von 1987 bis 1997 dominierte er den deutschen Hürdensprint, bevor ihm Falk Balzer diese Position streitig machte. Er wurde insgesamt zwölfmal Deutscher Meister.
Sein größter Erfolg war neben dem Gewinn der Silbermedaille bei den Europameisterschaften 1994 in Helsinki der dritte Platz bei den Olympischen Spielen 1996 in Atlanta. 1995 schien es so, als ob Florian Schwarthoff, nachdem er deutschen Rekord in international beachtenswerten 13,05 s lief, bei internationalen Meisterschaften gewinnen könnte. Mit Medaillenchancen zu den Weltmeisterschaften 1995 in Göteborg angereist, stürzte er jedoch im Halbfinale und schied aus. Für den Gewinn der Bronzemedaille bei den Olympischen Spielen erhielt er das Silberne Lorbeerblatt.
Im Jahre 2003 beendete Schwarthoff seine aktive Laufbahn nach einem vierten Platz bei den Europameisterschaften 2002 in München. Die letzten beiden Jahre startete er für den OSC Berlin, davor für die LAC Quelle und den TV Heppenheim.
Er hatte bei einer Größe von 2,01 m ein Wettkampfgewicht von 77 kg.
1998 erhielt Florian Schwarthoff den Rudolf-Harbig-Gedächtnispreis.
Schwarthoff machte Abitur am Erlanger Gymnasium Fridericianum und studierte Architektur an der TU Darmstadt. Er war von November 2014 bis Anfang Januar 2023 Geschäftsführer des Unternehmens PROJECT Immobilien Management GmbH mit Sitz in Nürnberg.